# فابین

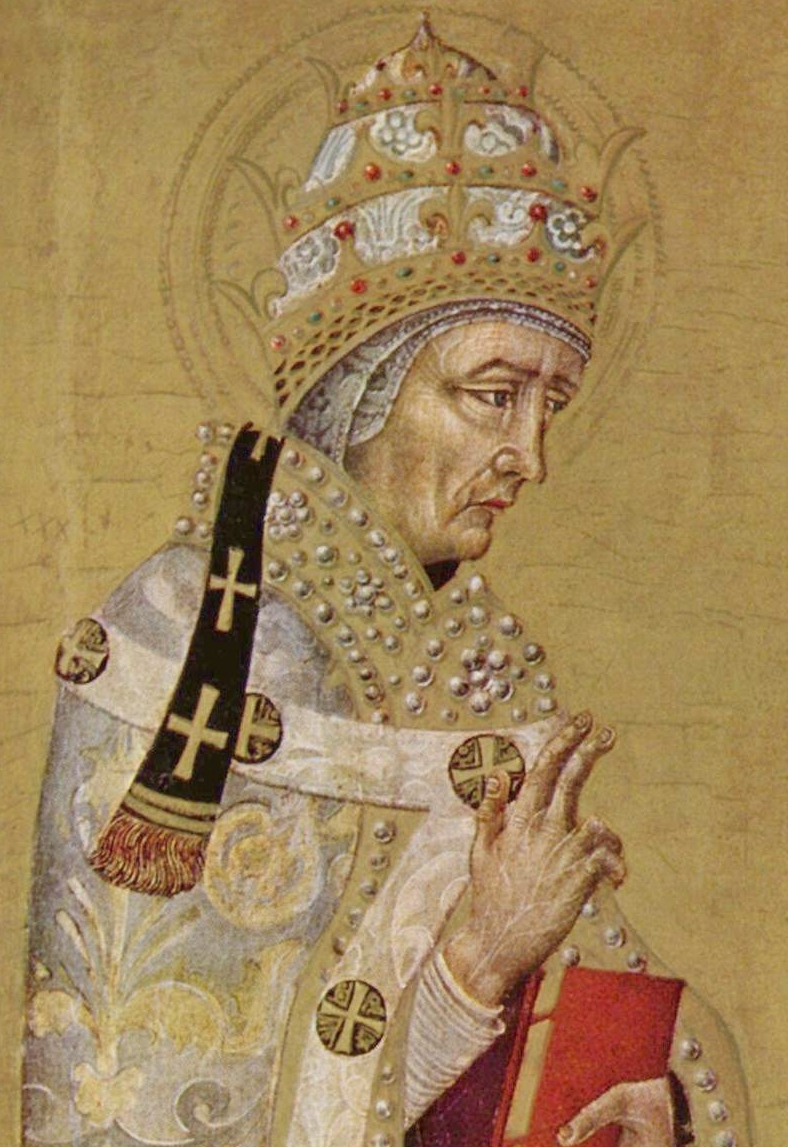

پاپ فابین (به انگلیسی: Pope Fabian) (تولد ۲۰۰ – درگذشته ۲۰ ژانویه ۲۵۰)
یکی از پاپ‌های کلیسای کاتولیک رم بود که در رم به دنیا آمد و بین سال‌های ۲۳۶ تا ۲۵۵ میلادی پاپ بود